# Ушуая
Ушуая (на испански: Ushuaia) е най-големият град и пристанище в архипелага Огнена земя на протока Бигъл, Аржентина и често се счита за най-южно разположения град на планетата, въпреки че според Чили това е Пуерто Уилямс. Столица е на провинция Огнена земя.
Населението му е 82 615 души (2022) в сравнение с 45 430 през 2001 г. През летния сезон (ноември-март) броят му достига до 100 000 души, като е предпочитан обект за посещения от собственици на скъпи яхти. Има аерогара и голямо пристанище.
Атмосферата в града наподобява тази в неголемите северноевропейски пристанищни туристически градове на Великобритания и Скандинавския полуостров, а лифтовете до алпийския ледник и ски заслоните във високата планина непосредствоено до града – на Швейцария.
Популярни туристически атракции са знакът „Fin del mundo“ (Край на света) и едноименната пощенска станция в близкия Национален парк, както и пътешествието с катамаран по пътя на Чарлз Дарвин, който минава в протока непосредствено през града, между многобройни острови, маркирани от „фарове на края на света“, край които се излежават стотици тюлени, подскачат пингвини и други птици и се отразяват острите, неестествено огънати силуети на скалните върхове на Огнена земя.
До 1947 г. тук е действал затвор, сега превърнат в музей.

## История
Основан е на 12 октомври 1884 г.

## Климат
Средните месечни температури са от 0° (август) до +11° (февруари). Дневните температури през лятото рядко превишават +15 °C.

## Култура
През периода от септември 1987 г. до юни 1995 г. френският журналист Никола Юло води телевизионна програма по френския канал ТФ1 под заглавие „Ushuaïa, le magazine de l'Extrême“, показвана в България по Канал 1 под заглавието „Ушуая – търсачи на силни усещания“.

## Побратимени градове
- Бароу, Аляска САЩ
- Ейлат, Израел
- Нуук, Гренландия
- Сантош, Бразилия
- Хамерфест, Норвегия

## Партньори
- регион Лацио, Италия